# Tipitapa (rivier)
De Tipitapa is een rivier in Nicaragua, die vanaf het Managuameer zuidwaarts naar het Meer van Nicaragua stroomt. De lengte is ongeveer 35 km. 
De stroming is afhankelijk van het seizoen, als het Managuameer, dat ongeveer tien meter hoger ligt dan het Nicaraguameer, in het regenseizoen een hoge waterstand krijgt, kan de Tipitapa buiten zijn oevers treden. De stad Tipitapa, die aan de oever bij het Managuameer ligt, kan daar last van hebben. Langs de rivier bevinden zich moerassen en het Reserva Natural Laguna de Tisma met een rijke vegetatie.